# يو إف سي على إي إس بي إن: أوفيريم ضد هاريس
يو إف سي على إي إس بي إن: أوفيريم ضد هاريس (بالإنجليزية: UFC on ESPN: Overeem vs. Harris)‏ هو حدث لفنون القتال المختلطة نظمته يو إف سي، أُقيم في 16 مايو 2020، على الساحة التذكارية للمحاربين القدامى في ستار في جاكسونفيل، فلوريدا، الولايات المتحدة.